# Yosmani Pike
Yosmani Pike é um judoca de Cuba, medalhista de prata nos Jogos Pan-Americanos de 2007, na categoria até 60 kg, após ser derrotado pelo Argentino Miguel Albarracin.